# پاینه (ناحیه)
پاینه (به آلمانی: Landkreis Peine) یک ناحیه در آلمان است که در نیدرزاکسن واقع شده‌است. پاینه ۱۳۳٬۲۰۰ نفر جمعیت دارد.